# مثلجات نابولي
مثلجات نابولي هو نوع من المثلجات يتكون من ثلاث نكهات مختلفة (الفانيليا، الشوكولاتة والفراولة).